# Iglesia de Stella Maris (Bermudas)
La Iglesia de Stella Maris (en inglés: Church of Stella Maris) es el nombre que recibe un edificio religioso vinculado a la Iglesia Católica que se encuentra en la calle 3 Duke of Clarence, en la localidad de Saint George parte del territorio británico de Ultramar de Bermudas en el norte del Océano Atlántico.
El templo comenzó como una capilla en 1947 y fue inaugurado y bendencido en febrero de 1948, sigue el rito romano o latino y esta en la jurisdicción de la diócesis de Hamilton en Bermuda (Dioecesis Hamiltonensis in Bermuda) que fue elevada a su actual estatus por el Papa Pablo VI en 1967 mediante la bula "Sanctissimae Christi".
Como su nombre lo indica fue dedicada a la Virgen María en su título de Stella Maris, estrella del Mar. En el año 2000 el templo fue declarado el centro de veneración mariana de la diócesis.